# Harge uddar
Harge uddar är ett naturreservat i Askersunds kommun i Örebro län.
Området är naturskyddat sedan 2001 och är 32 hektar stort. Reservatet omfattar en halvö i Vättern och består av klippstränder och gamla hälltallmarker.